# Barnowiec (województwo małopolskie)
Barnowiec (j. łemkowski Барновец) – wieś w Polsce położona w województwie małopolskim, w powiecie nowosądeckim, w gminie Łabowa.
W latach 1975–1998 miejscowość administracyjnie należała do województwa nowosądeckiego.

## Demografia
Ludność według spisów powszechnych, w 2009 według PESEL.
| Rok    | 1900 | 1921 | 1931 | 2002 |
| Liczba | 30   | 27   | 30   | 26   |

| Zwierzęta | Konie | Bydło | Owce | Świnie |
| Liczba    | -     | 130   | 2    | -      |